# Бен Волавола
Бен Волавола (енгл. Ben Volavola; 13. јануар 1991) професионални је рагбиста и репрезентативац Фиџија који тренутно игра за "крсташе" у најјачој лиги на свету.

## Биографија
Висок 191 цм, тежак 96 кг, Волавола је пре доласка у Крусејдерсе играо за НЈВ Варатаси, Грејтер Сиднеј Ремс и Саутерн Дистриктс. Играо је за младу репрезентацију Аустралије, а за сениорску репрезентацију Фиџија одиграо је до сада 9 тест мечева и постигао 48 поена.